# Doki Denki Studio
Doki Denki Studio est un studio d'animation et de développement de jeux vidéo français fondé en 1995 sous le nom d'Héliovisions Productions et basé à Lyon. Il prend le nom de Héliogame en 1998 puis Doki Denki en 2000.
Il développe plusieurs jeux pour enfants basés sur les licences Disney, dont Winnie l’Ourson : La chasse au miel de Tigrou avec lequel il obtiendra le BAFTA Awards du meilleur divertissement pour enfants en 2001.
Le studio est déclaré en faillite en mars 2004, un an après l’acquisition du studio Delphine Software International. Tous les directeurs de département de Doki Denki se rassembleront en avril 2004 autour d’une nouvelle société, Phoenix Studio.

## Histoire

### Origine et premiers jeux
Héliovisions Productions est fondée le 20 novembre 1995 par Mustapha Aïlane, Rezki Aïlane et la société JMC Productions avec une spécialité audiovisuelle. En 1998, Mustapha Aïlane créé Héliozo pour abriter les activités liées à l’animation et Héliogame pour les activités de jeu vidéo aux côtés de Pascal Stradella.
Héliogame développera deux premiers titres pour le compte d’Infogrames, la société de distribution de Bruno Bonnell : le jeu de rôle Hexplore pour Windows (1998) puis Les Schtroumpfs sur PlayStation (1999), jeu de plates-formes adapté de la série de bandes dessinées éponyme.
C’est à ce moment que des collaborateurs historiques comme Marc Albinet, Bénédicte Peyrusse, Denis Dufour, Emre Yaliniz et Olivier Gaudino font leur apparition.

### Réorganisation stratégique et arrivée de Disney
Le 18 mars 1999 est créée Hélioland, une holding pour réunir toutes les structures du groupe. Quelques mois plus tard, Mustapha Aïlane, fondateur historique, démissionne de la gérance des sociétés. Ce moment coïncide avec l’arrivée de Pierre Mousson en tant que directeur général pour donner un nouveau cap stratégique.
Après un épisode de diversification lui ayant coûté 1,22 million d’euros, l’entreprise retrouve des bases financières saines et elle redevient bénéficiaire après avoir apuré ses dettes.
Le jeu vidéo représente alors 60% du chiffre d’affaires du groupe qui décide d’en faire son activité principale. Le studio signe avec Disney Interactive pour Winnie l’Ourson : La chasse au miel de Tigrou, qui sera récompensé du BAFTA du meilleur jeu pour enfant. Le studio publiera pour la première fois un jeu sous la marque Doki Denki.
Le studio renforce alors son positionnement sur la cible des 3-6 ans et marque sa volonté de créer des jeux éthiques et responsable vis-à-vis des enfants, « tant au niveau du contenu que du plaisir ludique engendré par ces jeux ».
Fort de son succès avec La Chasse au Miel de Tigrou, le studio signera trois nouveaux jeux Disney entre 2000 et 2002 : Winnie l’Ourson : C’est la récré !, Peter Pan : Aventures au Pays Imaginaire et Les Aventures de Porcinet, devenu un phénomène d’internet 21 ans après sa sortie.
Doki Denki conserve une division animation qui se chargera notamment en 2000 de l’habillage européen des « rides » de Fox Kids, pour lesquels le studio recevra la récompense du « Best TV Design Item ».

### Crise et liquidation judiciaire
Le 27 mai 2002, Hélioland fusionne avec les sociétés historiques du groupe, Héliogame Productions et Héliovisions Productions.
Le 29 juillet 2002, Hélioland prend officiellement le nom de Doki Denki. Philippe Renaudin, ancien responsable marketing chez Electronic Arts, en devient le président-directeur général, avec la volonté d’en faire un « petit Electronic Arts de la création ».
En 2003, le studio signe un contrat de préproduction avec Sony pour la licence Dragon Hunters. Le développement nécessiterait 24 mois et un budget de 3 à 4 millions d’euros. La même année la société fait l’acquisition du studio français Delphine Software International et travaille sur un nouveau jeu de la série Moto Racer pour Windows et PlayStation 2.
Malgré des résultats en hausse depuis la restructuration et le partenariat avec Disney, la crise structurelle du début des années 2000 et l’éclatement de la bulle internet ont raison du studio. En mars 2004, le tribunal de commerce de Lyon prononce la liquidation judiciaire de Doki Denki, considéré alors comme « l’un des plus grands studios indépendants de développement de jeux vidéo en France ».
La même année, l'histoire continue cependant pour les personnes-clés des productions de Doki Denki qui seront recrutées au sein de Phoenix Studio, nouvelle structure co-fondée par Marc Albinet, lead game-designer des origines de Doki Denki, et Pierre Mousson, acteur stratégique de la réorganisation du studio entre 1999 et 2002.
En 2010, une procédure collective liquide Doki Denki.

## Jeux développés
- 1998 : Hexplore (Hexplore), Windows
- 1999 : Les Schtroumpfs (The Smurfs), PlayStation
- 2000 : La Chasse au miel de Tigrou (Tigger's Honey Hunt), Windows, PlayStation, Nintendo 64
- 2001 : Winnie l'Ourson : C'est la récré (Party Time with Winnie the Pooh), PlayStation
- 2002 : Peter Pan : Aventures au Pays Imaginaire (Peter Pan Never to Returnland), Windows, PlayStation, Game Boy Advance
- 2003 : Les Aventures de Porcinet (Piglet's Big Game), PlayStation 2, GameCube

## Récompense
- BAFTA Interactive Entertainment Awards 2001 : Meilleur divertissement pour enfants pour La Chasse au miel de Tigrou[2]
- Best item TV pour les rides de Fox Kids (2000)[13]